# Акім (родовище)
Акім (AKIM) — золоторудне родовище в Ґані. 
Розташоване в 60-80-км на півд.-схід від півн.-східного флангу золоторудного поясу Ашанті, за 130 км на півн.-захід від Аккри. Відкрите на початку XXI ст. компаніями Normandy LaSource і Kenbert Mines в товщі Нижнього Бірріму (PR11). 
Мінералізація простежується на 1,6 км при потужності до 40-100 м. 
Встановлено не менше 3-х золоторудних тіл значної протяжності (до багатьох сотень метрів). Виявлені ресурси оцінені в 40 млн т із вмістом золота 2.4 г/т або 96 т 